# ستيف بيك
ستيف بيك (بالإنجليزية: Steve Beck)‏ هو مخرج أمريكي، ولد في القرن العشرين في الولايات المتحدة.

## وصلات خارجية
- ستيف بيك على موقع IMDb (الإنجليزية)
- ستيف بيك على موقع ألو سيني (الفرنسية)
- ستيف بيك على موقع أول موفي (الإنجليزية)
- ستيف بيك على موقع قاعدة بيانات الأفلام السويدية (السويدية)
- ستيف بيك على موقع قاعدة بيانات الفيلم (الإنجليزية)
- ستيف بيك على موقع كينوبويسك (الروسية)